# Veenwouden
Veenwouden (officieel, Fries: Feanwâlden, [fɪ.əⁿ’vɔ:dn]) is een dorp in de gemeente Dantumadeel in de Nederlandse provincie Friesland. Het ligt op geringe afstand van Leeuwarden, Drachten en Dokkum, ten noorden van Noordbergum en ten westen van Zwaagwesteinde.
Het dorp telde in 2023 3.605 inwoners. Tezamen met Veenwoudsterwal vormt Veenwouden een dorpsgemeenschap. Een deel van de buurtschap Kuikhorne valt onder het dorp, net als de streek Buitenveld die in het noordelijke verlengde is gelegen van Veenwouden. Sinds 2009 is de Friese naam van het dorp de officiële. Waar voorheen op de plaats- en straatnaamborden zowel de Friese als de Nederlandse namen werden vermeld, worden sindsdien alleen nog de officiële Friese namen vermeld.
Doordat het dorp is gelegen aan de spoorlijn Groningen - Leeuwarden heeft Veenwouden zich ontwikkeld tot een forensenplaats. Op station Feanwâlden stopt 4 keer per uur een trein, 2 stoptreinen en 2 sneltreinen in beide richtingen.

## Geschiedenis
Uit archeologische vondsten is duidelijk geworden dat er al in de Steentijd menselijke activiteit was in de omgeving van Veenwouden. Er zijn onder andere pijlpunten en vuursteenmateriaal gevonden.

### Vroegste geschiedenis

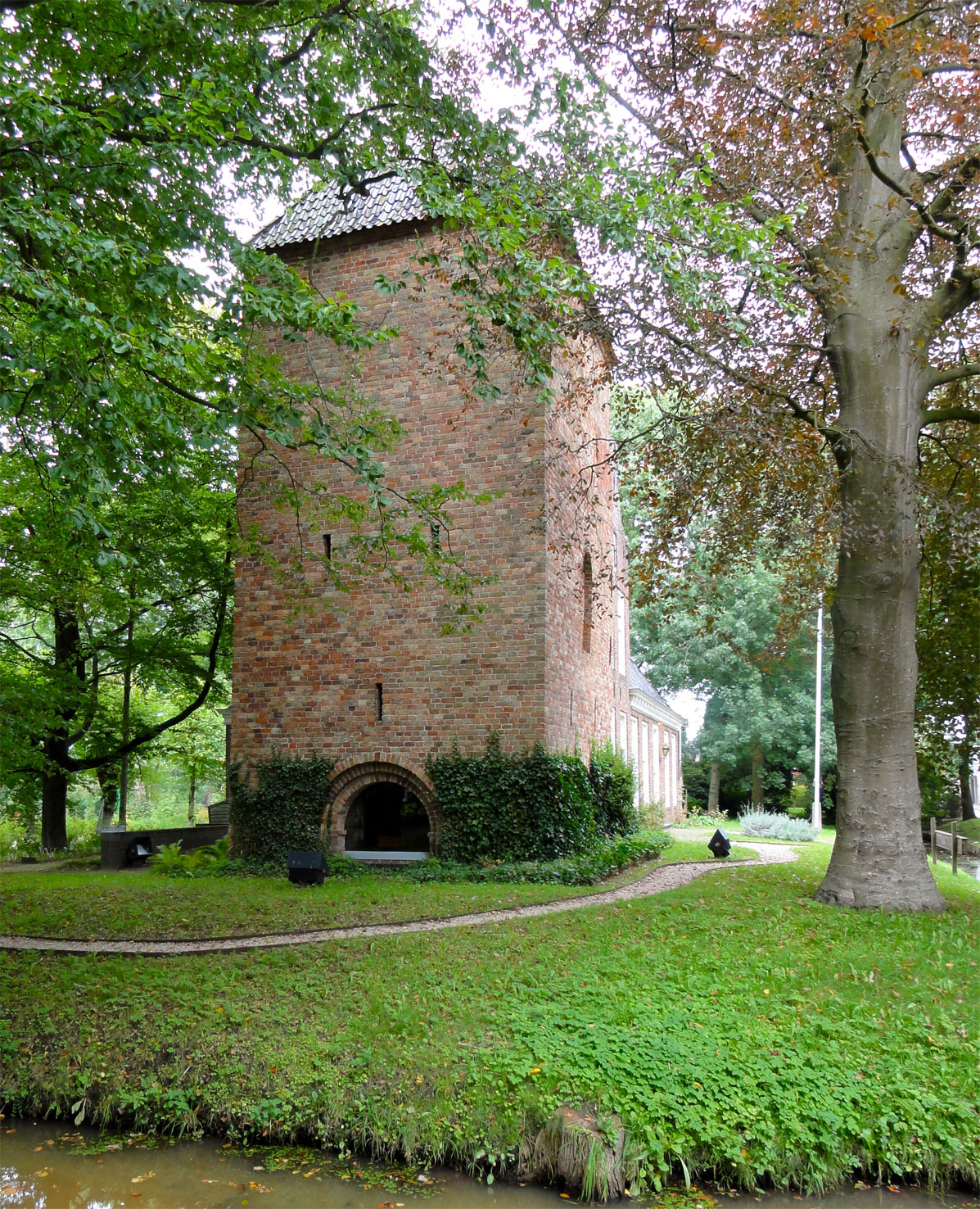
Schierstins

Veenwouden is ontstaan uit twee dorpen: Eslawald (eerste vermelding 1387) en Sint Johanneswald (eerste vermelding in 1372). Beide dorpen lagen op een hoge zandkop. Het omliggende gebied met hoogveen en laagveen werd in de eeuwen na de bedijking vanaf de 11e eeuw geleidelijk afgegraven.
Zowel Eslawald als Sint Johanneswald had een eigen kerk. Waarschijnlijk heeft Sint Johanneswald een overwicht gekregen door de bouw van de Schierstins omstreeks 1300. Dit is het enige overgebleven steenhuis van Friesland. Een soortgelijk gebouw is gerelateerd aan de beheersing en bescherming van een gebied dat van grote economische waarde was.
Het cisterciënzersklooster Klaarkamp bij Rinsumageest werd de belangrijkste machtsfactor in Veenwouden nadat het in 1439 de Schierstins aankocht. Er zijn aanwijzingen dat Eslawald in eerste instantie onder klooster Mariëngaarde viel en pas later onder invloed van Klaarkamp is gekomen. Er zou dus een soort machtsstrijd tussen twee kloosters kunnen hebben plaatsgevonden om grondgebied en turf.
Eslawald verdween tussen 1450 en 1500 als zelfstandige parochie. Het centrum van Veenwouden kwam in Sint Johanneswald te liggen, terwijl het voormalige Eslawald (tegenwoordig ‘’de Hoek) een uithoek van het dorp werd. De kerk van Eslawald stortte begin 17e eeuw in. Tot na 1800 vonden begrafenissen plaats op het kerkhof van het voormalige dorp. In 1875 werd de grond van het Oude Kerkhof verkocht aan particulieren.
Vanaf begin 16e eeuw maken beide dorpsnamen plaats voor de gemeenschappelijke naam Feenwold en later Veenwouden. Het is de enige plaatsnaam in Nederland die eindigt op –wouden in plaats van –woude. Dit meervoud heeft te maken met het feit dat het ontstaan is uit twee dorpen.

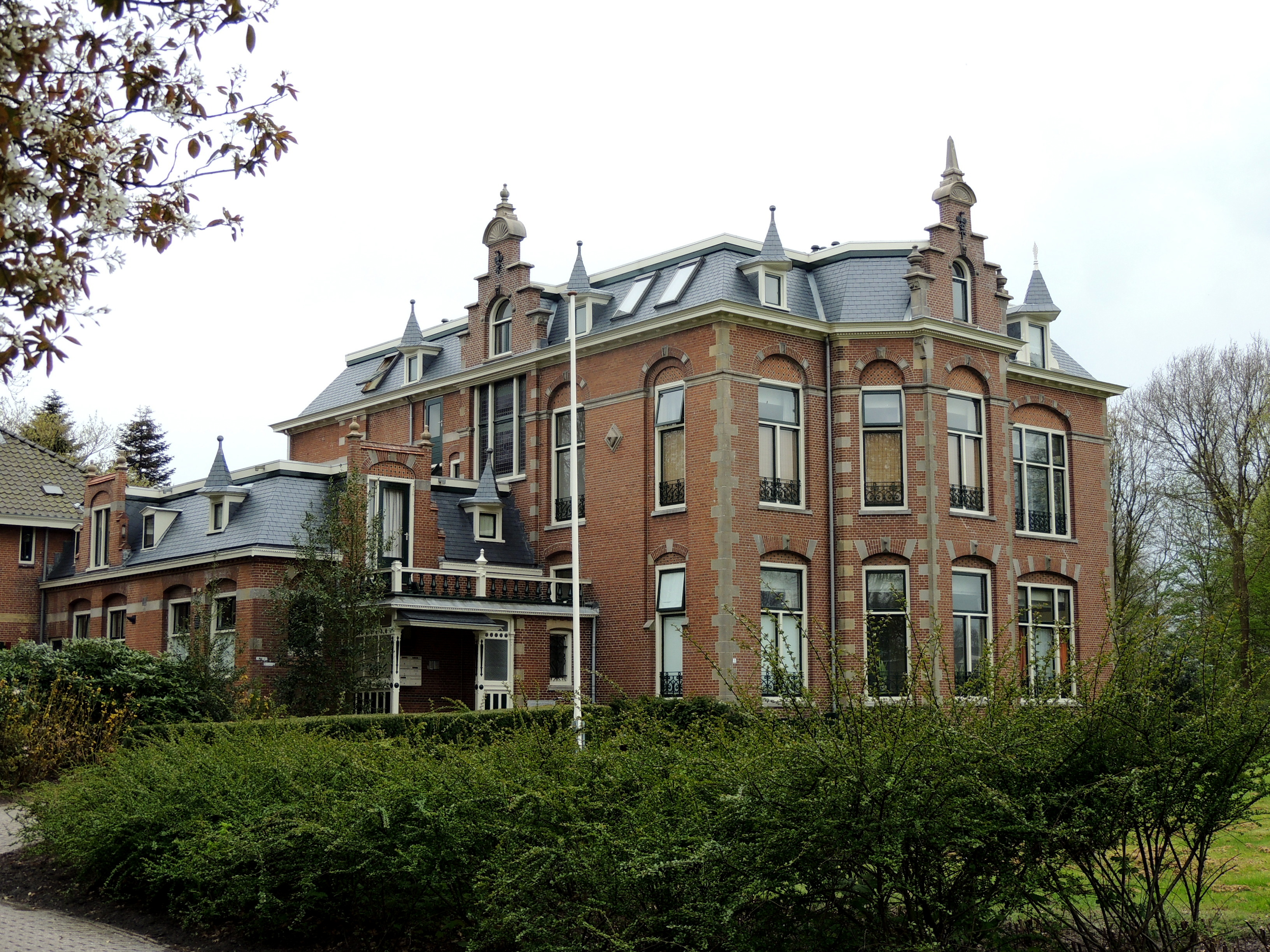
De Talma Hoeve

Met de reformatie verdween in 1580 het klooster Klaarkamp en de laatste katholieke pastoor in Veenwouden werd ook in dat jaar gemeld . In datzelfde jaar werden alle roomse bezittingen geconfisqueerd, waaronder de uithof Schierstins in Veenwouden (deze kwam van 1609-1916 in handen van particulieren). Het landbezit van de kloosters werd geveild. Overigens bestaan er documenten uit 1549 waarin beschreven wordt dat er een ‘’ketterse’’ pastoor in Veenwouden was.
Uit volkstellingen uit 1749 en 1829 kan een goede inventarisatie worden gemaakt van de verschillende beroepen in Veenwouden. Hieruit valt op te maken dat het percentage arbeiders (ongeveer 45%) hetzelfde is gebleven. Daarnaast is het aandeel (zelfstandige) agrariërs en veenbazen in de tussentijd sterk gedaald, terwijl het aandeel middenstanders en schippers/vissers juist sterk steeg. Tevens blijkt in 1829 dat ruim 60% van de bevolking in Veenwouden geboren is en dat van de overige bewoners velen afkomstig zijn uit de buurdorpen Bergum en Hardegarijp. Meer dan negentig procent van de dorpelingen is in die tijd protestant.

### De Haven
De ontginningen en turfwinning in de Middeleeuwen was aanleiding om vaarten en sloten aan te leggen richting Veenwouden. Deze sloten aan op de noordelijke wateren, zoals de toenmalige Lauwerszee, of meer naar het zuiden op het huidige Bergumermeer. Ook met het klooster Klaarkamp waren er verbindingen via de waterwegen. De enige vaart die nu nog bevaarbaar is, is de uitgegraven Veenwoudstervaart, die uitloopt op De Haven.
Aan beide kanten van de Veenwoudstervaart (in de huidige straten De Fennen en De Haven) was vroeger bedrijvigheid en stonden vele huizen. Er was ook een helling aanwezig. In de haven lagen skûtsjes, tjalken en andere binnenvaartvrachtschepen, die producten vervoerden naar elders. Er werd stro en riet maar vooral turf vervoerd. Vanaf ongeveer 1900 werd veel cichorei vervoerd, waarvoor de omliggende regio de belangrijkste producent was. 
Na de Tweede Wereldoorlog raakte de haven langzaam zijn functie kwijt. Tegenwoordig liggen er alleen nog enkele plezierbootjes.

### Station, trein en tram
In 1866 kreeg Veenwouden een treinstation op de lijn spoorlijn Groningen - Leeuwarden. Het jaar daarop werd tegenover het treinstation het chique stationskoffiehuis ‘’villa Schoonoord’’ gebouwd. Dit bleef bestaan tot 1947. Het treinstation is verschillende malen verbouwd en uitgebreid. Vanwege de hoge onderhoudskosten werd in 1972-1973 het oude stationsgebouw vervangen door een moderner stationsgebouw, tegenwoordig een lunchroom. 
In 1880 kwam op initiatief van de NTM de eerste tramroute van Friesland gereed: Veenwouden-Dokkum. De tramrails werden in Veenwouden aangelegd over de tegenwoordige Stinsweg, Hoofdstraat en Oosteinde. Een herberg werd omgebouwd tot kolossaal tramstation, alwaar een hotel en het regionale kantoor van de NTM zetelden. Tussen het treinspoor en het tramstation lag een rangeerstation voor de trams.
In 1881 werd een tweede tramlijn Veenwouden-Bergum aangelegd. Ook werden er verschillende tramrails aangelegd vóór het treinstation zodat beide vervoermiddelen goed op elkaar aansloten. Eerst was op beide lijnen een paardentram aanwezig, vanaf 1913 (Veenwouden-Drachten) en 1926 (Veenwouden-Dokkum) werden deze vervangen door de stoomtram. Nog weer later kwam de motortram. Door de steeds efficiënter wordende bussen kon de tram de concurrentie niet meer aan. Op 5 oktober 1947 reed de laatste tram vanuit Veenwouden.
Het voormalige tramstation was door de eigenaar, de familie Popma, omgebouwd tot restaurant. In 1969 moest het gebouw plaatsmaken voor de Rondweg, en is toen afgebroken. Een nieuw restaurant met dezelfde naam werd enkele tientallen meters verderop gebouwd.
Veenwouden is nog altijd een belangrijk regionaal verkeersknooppunt (zie onder).

### Zuivelfabriek Freia en veemarkt

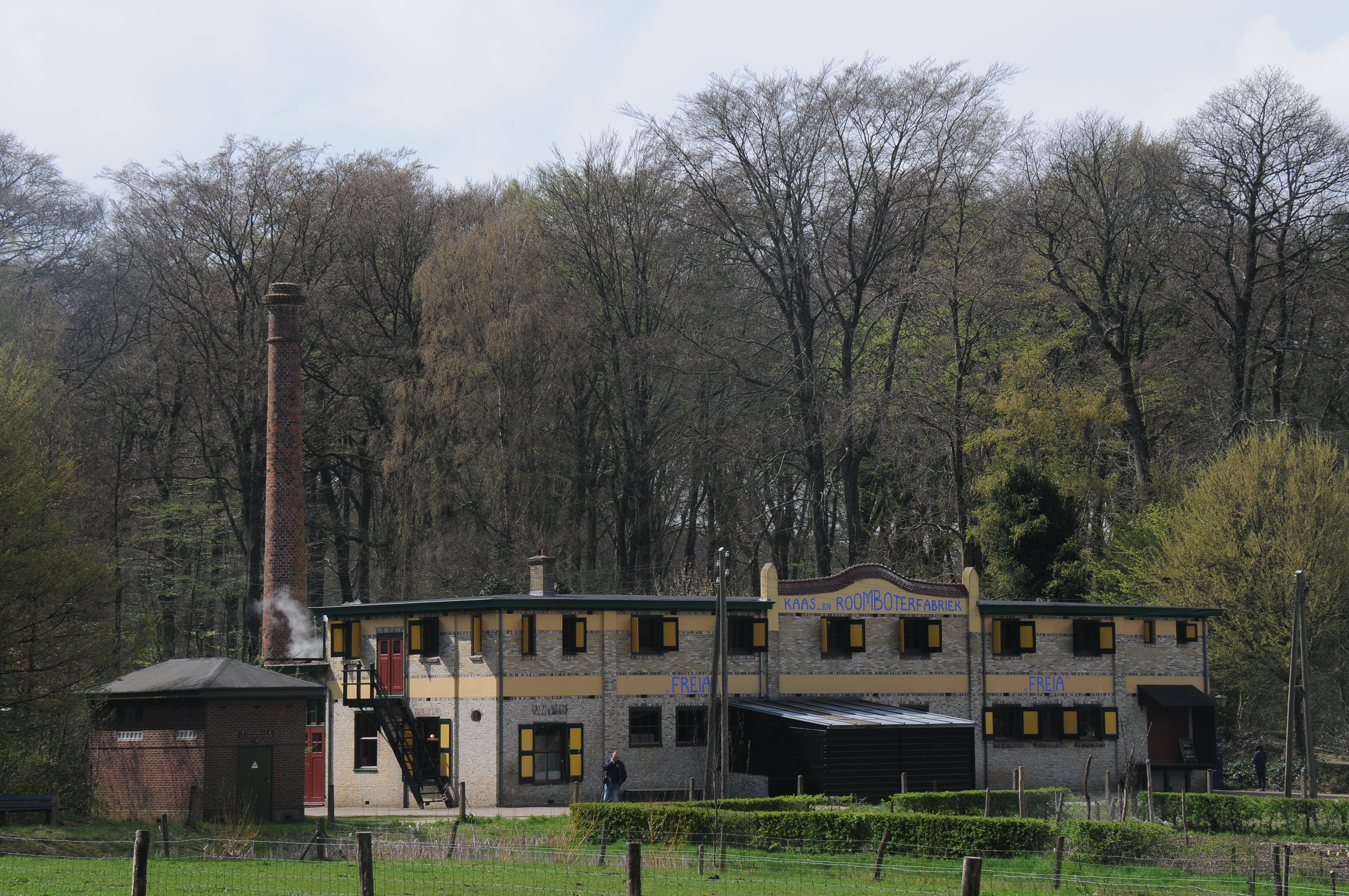
Zuivelfabriek Freia, herbouwd in het Openluchtmuseum Arnhem

Zuivelpionier Mindert Bokma de Boer vestigde zich in 1874 te Veenwouden. Hij ging wonen in de door hem gebouwd grote villa 'El Dorado' aan de Zuiderweg. In de jaren daarna bouwde hij de zuivelfabriek Freia achter zijn huis, die werd geopend in 1879. Dit was de eerste zuivelfabriek in Friesland. Na een moeizame start verkocht Bokma de Boer de fabriek al na drie jaar. In de decennia daarna werd de fabriek uiterst winstgevend. 
Ook de aloude veemarkt van Veenwouden profiteerde van de nabije zuivelfabriek. Uit cijfers blijkt dat de markt na 1880 sterk groeide. Op de najaarsmarkt van topjaar 1886 werden bijvoorbeeld in totaal 2250 stuks vee verhandeld. De markt hield op te bestaan in 1921. Op de plaats van de oude veemarkt staat nu winkelcentrum de Koemarkt.
De fabriekspijp van Freia stak met haar 50 meter boven het hele dorp uit. De fabriek bood werkgelegenheid aan maximaal zestig man. In 1970 sloot de fabriek. Men heeft lang het plan gehad er een museum van te maken, maar in 1991 werd de fabriek afgebroken en (gedeeltelijk) wederopgebouwd in het Nederlands Openluchtmuseum in Arnhem. Op de oude locatie in Veenwouden is nu het woonwijkje de Freiahof.

### Watertoren
In 1925 werd opdracht gegeven tot de bouw van een watertoren, aan de tegenwoordige Watertorenweg. Het water werd er opgepompt, gezuiverd en via een persleiding getransporteerd naar Leeuwarden. De machines werkten op stoomkracht en toen het stoomtijdperk voorbij was, raakte de toren zijn functie kwijt. In 1957 werd daarom de watertoren afgebroken.

### De Sanjes
Even buiten Veenwouden lag vroeger het openluchtzwembad: de Nije Sanjes. Dit bestond uit twee baden. Het werd aangelegd in het begin van de tweede helft van de twintigste eeuw. In de jaren negentig is het zwembad gesloopt.
Op de plek van het vroegere zwembad is sinds 1998 Sanjesfertier gevestigd, het grootste speelpark van Friesland. Enkele jaren later is ernaast nog een amusementspark, Sanjesplezier, geopend. Sanjesplezier werd in 2012 heropend als een kleine dierentuin genaamd Sanjeszoo. Officieel valt de Sanjes onder Zwaagwesteinde, maar hemelsbreed ligt het dichter bij Veenwouden. Het oude zwembad heeft daarentegen wel altijd tot Veenwouden behoord.

### Nieuwbouw
Tot de negentiende eeuw bestond het dorp voornamelijk uit een lintbebouwing van de Hoek, Achterweg, Hoofdstraat en het Oosteinde. Verder was er nog enige bewoning bij de Haven, het station en aan de zuidelijk gelegen dorpsgrens de Zwette. In de twintigste eeuw is het aantal woningen in Veenwouden sterk toegenomen.
- In de jaren ’20 en ’30 werd het Buitenveld ontgonnen. Voorheen was dit moerassig gebied. Door de ontginning werd honderden hectaren weiland gewonnen. Er vestigden zich tientallen boeren.
- In 1934 werden de Falkenaweg en Nieuweweg aangelegd.
- In de jaren ’50 werden straten aangelegd ten zuiden van het centrum. De straten werden onder andere vernoemd naar in de tweede wereldoorlog gevallen dorpsgenoten zoals Johannes Prins.
- Rond 1967 werd de Vogelbuurt voltooid in het oosten van Veenwouden. Dit zijn rijtjeshuizen.
- In de jaren ’70 werd de Bomenbuurt in het noorden van Veenwouden gebouwd. Dit zijn voornamelijk rijtjeshuizen. In die tijd werd ook het buurtje gebouwd met straten vernoemd naar de geschiedenis van het dorp (Claercamp, Skierstins, Johanneswald), met daarachter het Talma rusthuis.
- Vanaf de jaren ’70 werd begonnen met de aanleg en inrichting van het industrieterrein van Veenwouden in het zuiden. In de vier decennia erna is het gebied grotendeels volgebouwd.
- In 1982 werd door prins Bernhard het Tichelkamp in het westen van het dorp geopend. Dit is een wijk met vrijstaande huizen. De straten kregen namen van luchtvaartpioniers. Tegelijkertijd werd de sporthal Hoantserid met bijbehorende sportvelden geopend aan de oostkant van het dorp.
- Eind jaren ’90 werd een nieuwbouwwijk in het noordwesten gebouwd. Deze wordt in de dorpsmond het nieuwe plan genoemd. Het zijn zowel vrijstaande als twee onder één kap woningen.

### Bevolkingsontwikkeling
Het inwonertal van Veenwouden is sinds het begin van de 21e eeuw teruggelopen van ongeveer 4.000 naar 3.500. Daarmee is het een van de sterkst krimpende dorpen van Friesland. Mede door enkele nieuwbouwprojecten is het inwonertal vanaf 2014 weer toegenomen.
| 1748 | 1811 | 1876 | 1920  | 1954  | 1969  | 1974  | 1990  | 1995  | 1998  | 2000  | 2002  | 2005  | 2007  | 2008  | 2010  | 2011  | 2012  | 2013  | 2014  | 2017  | 2018  | 2019  | 2021  | 2023  |
| ---- | ---- | ---- | ----- | ----- | ----- | ----- | ----- | ----- | ----- | ----- | ----- | ----- | ----- | ----- | ----- | ----- | ----- | ----- | ----- | ----- | ----- | ----- | ----- | ----- |
| 640  | 790  | 910  | 1.220 | 1.739 | 2.252 | 2.581 | 3.707 | 3.739 | 3.994 | 4.003 | 3.886 | 3.753 | 3.728 | 3.714 | 3.614 | 3.621 | 3.620 | 3.581 | 3.521 | 3.643 | 3.505 | 3.560 | 3.605 | 3.605 |

## Kerken
Veenwouden telt op dit moment vier kerkgemeenschappen: PKN (voor 2004: Nederlandse Hervormde Kerk en Gereformeerde Kerken in Nederland), Doopsgezinden, Chr. Gereformeerden en Oud Gereformeerden, en vijf kerkgebouwen.

#### Johanneskerk

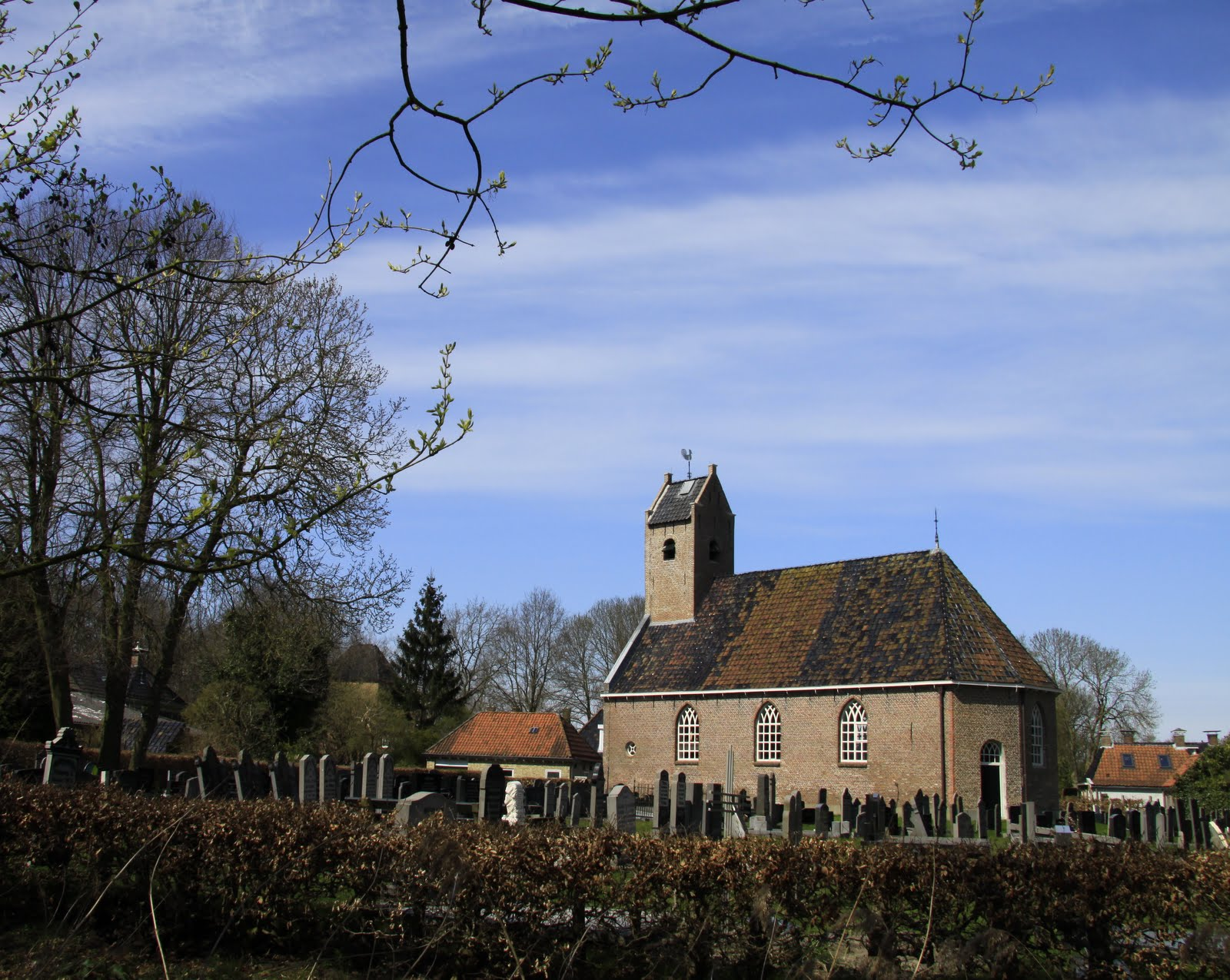
De Johanneskerk

De Johanneskerk werd tot 2004 gebruikt door de Hervormde Gemeente, die sindsdien is aangesloten bij de Protestantse Kerk in Nederland . De toekomst van de kerk is onzeker, aangezien er twee gemeentes in Veenwouden aangesloten zijn bij de PKN en dit kerkgebouw te klein is voor beide gemeentes.
De kerk is voltooid in 1648, zo staat ook op de toren te lezen. Ook is er een oude Statenbijbel aanwezig die uit die tijd dateert. Pas na honderd jaar kreeg de gemeente haar eigen dominee, daarvoor was er sprake van ‘’gedeelde’’ predikanten met de omliggende dorpen. De kerk heeft een zadeldaktoren, met daarbovenop een vergulde windhaan. Opmerkelijk is dat de drempel onder de toegangsdeur van de kerk een Roomse altaarsteen is geweest. De klokken in de toren dateren van 1715 en het uurwerk uit 1798. Een balustrade-orgel kwam gereed in 1890. In dat jaar werd ook de preekstoel  gerestaureerd en verplaatst van de zijkant naar voren. Tevens zijn antieke kroonluchters, avondmaalszilver, doopbekken en tekstborden aanwezig.
In 1924 was er een dreigend tekort van zitplaatsen waardoor men koos om een kreake (galerij) aan te bouwen. Recentere ingrijpende restauraties vonden plaats in 1971, 1991 en 2004-2005. Van binnen is het interieur van de kerk nu vrij modern en het oorspronkelijke karakter is duidelijker aan de buitenkant zichtbaar. De kerk heeft naast de Schierstins een (nog altijd in gebruik zijnde) pastorie, die waarschijnlijk rond 1780 is gebouwd. 

#### Swettetsjerke
Dit kerkgebouw werd tot voor kort door de Gereformeerde kerk van Veenwouden gebruikt. Recent is de gemeente aangesloten bij de PKN waarbij de naam is veranderd in Swettetsjerke (Zwettekerk). De toekomst van deze kerk is eveneens onzeker, aangezien de PKN gemeente van Veenwouden twee kerkgebouwen heeft en deze kerk aan restauratie toe is.
Het pand werd gebouwd in 1871. Daarvoor kwamen de gereformeerden bijeen in Bergum. De pastorie werd naast de Kerk gebouwd en heeft die functie nog steeds. Een steeds groter wordende gemeente maakte uitbreiding van het pand noodzakelijk, deze werd in 1922-1923 gerealiseerd. Er werd tevens een klokkentoren op het gebouw geïnstalleerd. De laatste grote renovatie vond plaats in 1954.

#### Doopsgezinde Kerk
Op 10 september 1609 kreeg Michiel Saeckes uit Veenwouden een visioen. Hij verkreeg veel bekendheid en door hem is waarschijnlijk een doopsgezinde menistengemeente in Veenwouden ontstaan. Al in 1691 werd melding gemaakt van een doopsgezinde menistengemeente in Veenwouden. Zij hadden destijds hun schuilkerk in Veenwoudsterwal.
In 1865/1866 lieten de doopsgezinden een Doopsgezinde kerk en pastorie bouwen op huidige plek aan de Zuiderweg. In 1895 kwam er een orgel. In 1973 en 1997 zijn er restauraties geweest.

#### Christelijk Gereformeerde Kerk
De Christelijk Gereformeerde Kerk gemeente van Veenwouden werd groot onder leiding van dorpsgenoot Hendrik Bijlsma, die de gemeente en gastpredikers ontving in zijn kapperszaak. De gemeenteleden werden Bijlianen genoemd. De ruimte bij Bijlsma werd al snel te klein en naast de woning van Bijlsma werd een bescheiden kerkgebouw gerealiseerd (nu aan de Burgemeester Faberweg), dat al spoedig moest worden uitgebreid. 
In 1930 sloot deze kerk van Veenwouden zich aan bij de Christelijke Gereformeerde Kerk, maar in 1954 brak de kerkenraad weer met dit kerkgenootschap. Een deel van de gemeente volgde de kerkenraad, terwijl een ander deel van de gelovigen aangesloten bleef bij de Christelijk Gereformeerde Kerk van Nederland. Deze tweede groep kwam bijeen in het voormalige hotel Schoonoord, tegenover het station. Toen het aantal gemeenteleden zich sterk uitbreidde werd het voormalige hotel opgekocht en verbouwd tot Christelijk Gereformeerde Kerk met pastorie.

#### Oud-Gereformeerde Kerk
Na genoemde kerkscheiding in 1954 ging het deel onder leiding van de kerkenraad door onder de noemer Christelijk Gereformeerde Kerk Buiten Verband. Men bleef de kerkdiensten houden in het Bijlsmakerkje aan de Burgemeester Faberweg.
In 1962 sloot deze gemeente zich aan bij de Oud Gereformeerde Gemeenten in Nederland. In de dorpsmond wordt het de zwartekousenkerk genoemd. De kleine gemeente telt ongeveer 70 leden. Men komt uit de wijde omgeving naar deze kerk, omdat het de enige kerk is in het noorden van Nederland die aangesloten is bij de Oud Gereformeerde Gemeenten in Nederland.

## Voorzieningen

### Scholen
Veenwouden telt twee basisscholen. De Christelijke basisschool de Frissel met 97 leerlingen (1 oktober 2021) en de openbare basisschool dr. Theun de Vriesskoalle met 176 leerlingen (1 oktober 2021).

#### Openbaar onderwijs
Het oudste bekende schoolgebouw van Veenwouden dateert uit 1778 en staat naast de Johanneskerk. Het schooltje bestond uit een lokaaltje en een schoolhuis. Het schoolgebouw is recent gesloopt terwijl het schoolhuis nog bestaat. Onder andere een ingemetselde herdenkingssteen herinnert hieraan. In 1892 verloor de school haar functie en werd een woning.
Wegens ruimtegebrek werd in 1892 een nieuwe school gebouwd aan de Feintenslaan. Ernaast werd het schoolhuis gebouwd. In 1954 verhuisde de openbare school naar een nieuw gebouw aan de Johannes Prinsstraat, dat sedertdien in gebruik is gebleven. Sinds 1979 is de school vernoemd naar de schrijver Theun de Vries. 
Het oude gebouw aan de Feintenslaan werd later verbouwd en deed dienst als badhuis, gymnastieklokaal en Groene Kruisgebouw. Later waren er onder meer een inloopcentrum, peuterspeelzaal en jeugdsoos gevestigd, voor het in 2009 gesloopt werd. De voormalige nevenstaande schoolmeesterswoning werd eind jaren 1960 afgebroken en op deze plek staat nu een modehuis.

#### Christelijk onderwijs
In 1869/1870 werd een christelijke school en een schoolhuis gebouwd aan de Zwette. Dit was een van de eerste christelijke basisschoolgebouwen van Friesland. Dit gebouw deed dienst tot 1909, toen de school verhuisde naar een nieuw pand achter de Gereformeerde kerk. Dit pand sloot in 1960 en kreeg een andere functie.
In 1930 werd een tweede christelijke school gebouwd aan de Nieuweweg, de School met de Bijbel. Eind jaren vijftig verhuisden ook de leerlingen van de school aan de Zwette naar dit gebouw. Na verschillende uitbreidingen werd deze school toch te klein en begin jaren tachtig werd een tweede christelijke school gebouwd bij de Haven. De school aan de Nieuweweg kreeg nu de naam  It Beaken en die aan de Haven De Paadwiizer. Eind jaren negentig zijn beide scholen op het grondgebied van laatstgenoemde gefuseerd tot de Frissel. In het pand aan de Nieuweweg zit nu een sportschool.

### Rusthuizen
In Veenwouden zijn vanaf de jaren 20 verschillende rusthuizen gevestigd. De eerste verzorgingstehuizen in Veenwouden zijn ontstaan door de stichting Talma Rustoord. Deze stichting zette zich in voor ouderenverzorging. 
Eerst kocht de stichting villa’s op voor ouderenopvang: Villa de Clerq (in 1898 gebouwd als woonhuis voor de Amsterdamse bankier Pieter de Clerq) en Villa van Kleffens (van rond 1880-1920 een notariswoning).
Aan de Stinsweg werd in 1930 een opgekocht herenhuis omgebouwd tot rusthuis Talmahuis, voor het verplegen van langdurig zieken en invaliden. Het gebouw brandde op 5 februari 1958 tot de grond toe af. Twee patiënten kwamen hierbij om. De bewoners van de Talma rustoorden werden in 1977 verhuisd naar het nieuwe zorgcentrum Talma Rustoord (thans Talma Hoeve), aan de noordkant van Veenwouden.
In 1967 werd een ander Rusthuis geopend: Talmahûs, voor dementerende bejaarden.
Tevens heeft Veenwouden het seniorencomplex de Swanneblom.

### Winkelcentrum
In 2006 was men begonnen met het bouwen van winkelcentrum de Koemarkt in het centrum van Veenwouden.

## Belangrijke toegangswegen
Eeuwenlang was de belangrijkste verbinding van Veenwouden het oostelijk gelegen kloosterpad (de Goddeloze Singel), dat nu een fietspad is.
In 1852 werd een verharde weg van Dokkum naar Quatrebras aangelegd. Ook Veenwouden werd hierin opgenomen, waarna de Hoofdstraat en het Oosteinde verhard werden. De Stinsweg en Zuiderweg dateren uit die periode. In 1971 kwam een rondweg gereed, die de sterk toenemende verkeersdrukte door het centrum van het dorp moest ontlasten. Nadeel van deze weg was, dat het dorp in tweeën werd gedeeld.
In 2016 is de Centrale As gerealiseerd. Deze is aangelegd om onder andere de bereikbaarheid van het noorden van Friesland te vergroten. Deze autoweg, die onderdeel is van de N356, loopt ten zuiden van Veenwouden en vormt als het ware een tweede rondweg, die niet ver van de bestaande rondweg ligt. Door de afgenomen verkeersintensiteit door het dorp verliest de oude ringweg (deels) zijn functie. Hierdoor heeft in de afgelopen jaren een grote herinrichting kunnen plaatsvinden, onder andere met een groene verbinding tussen dorp en station, waar vroeger de oude ringweg lag.

## Personen
- Mindert Bokma de Boer, zuivelpionier, woonde in Veenwouden.
- Reinder Pieters van Calcar, bacterioloog
- Pieter de Clerq, bankier, woonde in Veenwouden.
- Thijs Feenstra, politicus, woonde in Veenwouden.
- Trijntje Jansma-Boskma, oudste Nederlander, woonde op Veenwoudsterwal.
- Klaas de Jong, producent, woonde in Veenwouden.
- Theun Plantinga, acteur en zanger, geboren in Veenwouden.
- Tet Rozendal, zangeres en actrice, theaterproducent, geboren en getogen in Veenwouden
- Willem den Toom, theoloog, woonde in Veenwouden.
- Gerhard Vlieger, kampioen polsstokverspringen, woont in Veenwoudsterwal.
- Theun de Vries, schrijver, geboren en getogen in Veenwouden.
- Elske de Walle (Elske DeWall), zangeres, geboren en getogen in Veenwouden.
- Femke de Walle, presentatrice, geboren en getogen in Veenwouden.
- Letitia de Jong, langebaanschaatsster